# Under the Banner of Heaven
Under the Banner of Heaven es una miniserie web estadounidense de drama sobre crímenes reales basada en el libro de no ficción del mismo nombre de Jon Krakauer. Está adaptada por el guionista Dustin Lance Black y dirigida por David Mackenzie. Se estrenó el 28 de abril de 2022.

## Premisa
La fe de un detective de la policía se ve sacudida al investigar el asesinato de una madre mormona y su pequeña hija las cuales parecen estar involucrar a La Iglesia de Jesucristo de los Santos de los Últimos Días (Iglesia SUD).

## Reparto
- Andrew Garfield como Detective Jeb Pyre
- Daisy Edgar-Jones como Brenda Lafferty
- Sam Worthington como Ron Lafferty
- Denise Gough como Dianna Lafferty
- Wyatt Russell como Dan Lafferty
- Billy Howle como Allen Lafferty
- Gil Birmingham como Bill Taba
- Adelaide Clemens como Rebecca Pyre
- Rory Culkin como Samuel Lafferty
- Seth Numrich como Robin Lafferty
- Chloe Pirrie como Matilda Lafferty
- Sandra Seacat como Josie Pyre
- Christopher Heyerdahl como Ammon Lafferty

## Episodios
| N.º | Título                  | Dirigido por       | Escrito por                                                             | Fecha de lanzamiento original |
| --- | ----------------------- | ------------------ | ----------------------------------------------------------------------- | ----------------------------- |
| 1   | «When God Was Love»     | David Mackenzie    | Dustin Lance Black                                                      | 28 de abril de 2022           |
| 2   | «Rightful Place»        | David Mackenzie    | Dustin Lance Black                                                      | 28 de abril de 2022           |
| 3   | «Surrender»             | Courtney Hunt      | Historia: Emer Gillespie y Dustin Lance Black Guion: Dustin Lance Black | 5 de mayo de 2022             |
| 4   | «Church and State»      | Courtney Hunt      | Gina Welch                                                              | 12 de mayo de 2022            |
| 5   | «One Mighty and Strong» | Dustin Lance Black | Brandon Boyce                                                           | 19 de mayo de 2022            |
| 6   | «Revelation»            | Isabel Sandoval    | Gina Welch                                                              | 26 de mayo de 2022            |
| 7   | «Blood Atonement»       | Thomas Schlamme    | Brandon Boyce y Dustin Lance Black                                      | 2 de junio de 2022            |

## Producción
Inicialmente la serie estaba destinada a ser adaptada como una película en 2011. En junio de 2021 se anunció que producción ahora se desarrollaría como una miniserie, con Dustin Lance Black como guionista y David Mackenzie como director. Andrew Garfield y Daisy Edgar-Jones fueron elegidos para protagonizar. El elenco se completó en agosto, con Sam Worthington, Wyatt Russell, Denise Gough y Gil Birmingham entre las nuevas incorporaciones. El rodaje comenzó en agosto de 2021 y finalizó en diciembre de 2021.

## Lanzamiento
La serie se estrenó el 28 de abril de 2022 en FX on Hulu. También se estrenará en Disney+ (Star) en los mercados internacionales y Star+ en América Latina poco después.

## Recepción
El sitio web agregador de reseñas Rotten Tomatoes informó un índice de aprobación del 84% con una calificación promedio de 7.00/10, basada en 31 reseñas de críticos. El consenso de los críticos del sitio web dice: «Mientras que Under the Banner of Heaven se atasca por una sobreabundancia de historias de fondo, su línea de procedimiento se enriquece al lidiar cuidadosamente con la fe personal».